# Iglesia de San Nicolás de Bari (Zaragoza)
La iglesia de San Nicolás se encuentra en la plaza homónima, situada en la ciudad de Zaragoza.

## Descripción
La pequeña iglesia de San Nicolás de Bari pertenece a un convento que hunde sus raíces en el siglo XIII. La factura actual proviene de la reforma que el maestro de obras Juan Berdiel realizó en 1691, modernizando el edificio al estilo barroco zaragozano. En 1902 dejó de ser iglesia parroquial para convertirse en la iglesia monacal de las Comendadoras Canonesas del Santo Sepulcro.
La portada es típicamente barroca, con arco de medio punto, pilastras a los lados y hornacina con la imagen de San Nicolás de Bari sobre la puerta.
La arquitectura interior no tiene mayor interés. Formado por una única nave rodeada de capillas. A destacar el retablo de Santa Teresa, del siglo XVIII, que es pintado sobre la pared, y el altar de la Virgen del Rosario, que contiene cuatro tablas góticas.